# James McCarthy (voetballer)
James McCarthy (Glasgow, 12 november 1990) is een Iers voetballer die als middenvelder speelt. Hij verruilde  Everton in augustus 2019 voor Crystal Palace. McCarthy debuteerde in 2010 in het Iers voetbalelftal.

## Clubcarrière

### Hamilton Academical
McCarthy's professionele carrière begon bij Hamilton Academical. Hij debuteerde er op 30 september 2006 als invaller in een wedstrijd tegen Queen of the South. In het seizoen 2008/09 werd hij verkozen tot SPFA Young Player of The Year. In totaal speelde hij 95 wedstrijden voor Hamilton, waarin hij 13 keer doel trof.

### Wigan Athletic
Op 16 juli 2009 bereikte Hamilton een akkoord met Wigan Athletic. Op 21 juli tekende hij een vijfjarig contract bij The Latics. Hij maakte zijn Premier League debuut op 22 augustus 2009 als invaller op Old Trafford tegen Manchester United. In totaal speelde McCarthy 120 competitiewedstrijden voor Wigan Athletic, waarin hij zeven doelpunten scoorde.

### Everton
Op 2 september 2013 werd hij voor 15,3 miljoen euro getransfereerd naar Everton. Hij ging daarmee manager Roberto Martínez achterna. Hij tekende een vijfjarig contract op Goodison Park, waar hij in augustus 2015 bijtekende tot medio 2020. McCarthy liep op zaterdag 20 januari 2018 een dubbele beenbreuk op na een ongelukkige botsing met José Salomón Rondón in het duel tussen Everton en West Bromwich Albion (1-1). Hoewel Rondón geen blaam trof, was de schuldbewuste Venezolaan ontroostbaar na het incident.

## Clubstatistieken
| Seizoen         | Club                |                    | Competitie      | Competitie | Competitie | Beker | Beker | Internationaal | Internationaal | Totaal | Totaal |
| Seizoen         | Club                | Wed.               | Competitie      | Dlp.       | Wed.       | Dlp.  | Wed.  | Dlp.           | Wed.           | Dlp.   |        |
| --------------- | ------------------- | ------------------ | --------------- | ---------- | ---------- | ----- | ----- | -------------- | -------------- | ------ | ------ |
| 2006/07         | Hamilton Academical | Vlag van Schotland | First Division  | 23         | 1          | 1     | 1     | –              | –              | 24     | 2      |
| 2007/08         | Hamilton Academical | Vlag van Schotland | First Division  | 35         | 6          | 8     | 1     | –              | –              | 43     | 7      |
| 2008/09         | Hamilton Academical | Vlag van Schotland | Premier League  | 37         | 6          | 6     | 0     | –              | –              | 43     | 6      |
| Club totaal     | Club totaal         | Club totaal        | Club totaal     | 95         | 13         | 15    | 2     | 0              | 0              | 110    | 15     |
| 2009/10         | Wigan Athletic      | Vlag van Engeland  | Premier League  | 20         | 1          | 4     | 1     | –              | –              | 24     | 2      |
| 2010/11         | Wigan Athletic      | Vlag van Engeland  | Premier League  | 24         | 3          | 3     | 0     | –              | –              | 27     | 3      |
| 2011/12         | Wigan Athletic      | Vlag van Engeland  | Premier League  | 33         | 0          | 1     | 0     | –              | –              | 34     | 0      |
| 2012/13         | Wigan Athletic      | Vlag van Engeland  | Premier League  | 38         | 3          | 4     | 0     | –              | –              | 42     | 3      |
| 2013/14         | Wigan Athletic      | Vlag van Engeland  | Championship    | 5          | 0          | 1     | 0     | –              | –              | 6      | 0      |
| Club totaal     | Club totaal         | Club totaal        | Club totaal     | 120        | 7          | 13    | 1     | 0              | 0              | 133    | 8      |
| 2013/14         | Everton             | Vlag van Engeland  | Premier League  | 34         | 1          | 5     | 0     | –              | –              | 39     | 1      |
| 2014/15         | Everton             | Vlag van Engeland  | Premier League  | 28         | 2          | 1     | 0     | 8              | 0              | 37     | 2      |
| 2015/16         | Everton             | Vlag van Engeland  | Premier League  | 29         | 2          | 8     | 0     | –              | –              | 37     | 2      |
| Club totaal     | Club totaal         | Club totaal        | Club totaal     | 91         | 5          | 14    | 0     | 8              | 0              | 114    | 5      |
| Carrière totaal | Carrière totaal     | Carrière totaal    | Carrière totaal | 306        | 25         | 42    | 3     | 8              | 0              | 356    | 28     |

Bijgewerkt tot en met het seizoen 2015/16.

## Interlandcarrière
McCarthy bezit zowel de Schotse als de Ierse nationaliteit. Daardoor kon hij zowel voor het Schots nationaal elftal als Iers nationaal elftal uitkomen. Hij koos voor het laatste. Hij debuteerde voor Ierland op 2 maart 2010 in het Emirates Stadium in een vriendschappelijke wedstrijd tussen Brazilië en The Boys In Green. Hij liet het Europees kampioenschap voetbal 2012 aan zich voorbij gaan om bij zijn vader te kunnen zijn, bij wie even daarvoor kanker werd vastgesteld. In november 2015 kwalificeerde McCarthy zich met Ierland voor de volgende editie van het toernooi, in juni 2016 in Frankrijk. In mei 2016 werd hij opgenomen in de selectie voor het toernooi. Ierland werd in de achtste finale uitgeschakeld door gastland Frankrijk na twee doelpunten van Antoine Griezmann.
| Interlands van James McCarthy voor Ierland | Interlands van James McCarthy voor Ierland | Interlands van James McCarthy voor Ierland | Interlands van James McCarthy voor Ierland | Interlands van James McCarthy voor Ierland | Interlands van James McCarthy voor Ierland | Interlands van James McCarthy voor Ierland |
| №                                          | Datum                                      | Wedstrijd                                  | Uitslag                                    | Soort wedstrijd                            | Doelpunten                                 |                                            |
| Als speler bij Wigan Athletic              | Als speler bij Wigan Athletic              | Als speler bij Wigan Athletic              | Als speler bij Wigan Athletic              | Als speler bij Wigan Athletic              | Als speler bij Wigan Athletic              | Als speler bij Wigan Athletic              |
| ------------------------------------------ | ------------------------------------------ | ------------------------------------------ | ------------------------------------------ | ------------------------------------------ | ------------------------------------------ | ------------------------------------------ |
| 1.                                         | 2 maart 2010                               | Ierland – Brazilië                         | 0 – 2                                      | Vriendschappelijk                          |                                            |                                            |
| 2.                                         | 26 maart 2011                              | Ierland – Macedonië                        | 2 – 1                                      | Kwalificatie EK 2012                       |                                            |                                            |
| 3.                                         | 29 maart 2011                              | Ierland – Uruguay                          | 2 – 3                                      | Vriendschappelijk                          |                                            |                                            |
| 4.                                         | 15 augustus 2012                           | Servië – Ierland                           | 0 – 0                                      | Vriendschappelijk                          |                                            |                                            |
| 5.                                         | 7 september 2012                           | Kazachstan – Ierland                       | 1 – 2                                      | Kwalificatie WK 2014                       |                                            |                                            |
| 6.                                         | 11 september 2012                          | Oman – Ierland                             | 1 – 4                                      | Vriendschappelijk                          |                                            |                                            |
| 7.                                         | 12 oktober 2012                            | Ierland – Duitsland                        | 1 – 6                                      | Kwalificatie WK 2014                       |                                            |                                            |
| 8.                                         | 16 oktober 2012                            | Faeröer – Ierland                          | 1 – 4                                      | Kwalificatie WK 2014                       |                                            |                                            |
| 9.                                         | 14 november 2012                           | Ierland – Griekenland                      | 0 – 1                                      | Vriendschappelijk                          |                                            |                                            |
| 10.                                        | 6 februari 2013                            | Ierland – Polen                            | 2 – 0                                      | Vriendschappelijk                          |                                            |                                            |
| 11.                                        | 22 maart 2013                              | Zweden – Ierland                           | 0 – 0                                      | Kwalificatie WK 2014                       |                                            |                                            |
| 12.                                        | 26 maart 2013                              | Ierland – Oostenrijk                       | 2 – 2                                      | Kwalificatie WK 2014                       |                                            |                                            |
| 13.                                        | 29 mei 2013                                | Engeland – Ierland                         | 1 – 1                                      | Vriendschappelijk                          |                                            |                                            |
| 14.                                        | 2 juni 2013                                | Ierland – Georgië                          | 4 – 0                                      | Kwalificatie WK 2014                       |                                            |                                            |
| 15.                                        | 11 juni 2013                               | Spanje – Ierland                           | 2 – 0                                      | Vriendschappelijk                          |                                            |                                            |
| 16.                                        | 14 augustus 2013                           | Wales – Ierland                            | 0 – 0                                      | Vriendschappelijk                          |                                            |                                            |
| Als speler bij Everton                     |                                            |                                            |                                            |                                            |                                            |                                            |
| 17.                                        | 6 september 2013                           | Ierland – Zweden                           | 1 – 2                                      | Kwalificatie WK 2014                       |                                            |                                            |
| 18.                                        | 10 september 2013                          | Oostenrijk – Ierland                       | 1 – 0                                      | Kwalificatie WK 2014                       |                                            |                                            |
| 19.                                        | 11 oktober 2013                            | Duitsland – Ierland                        | 3 – 0                                      | Kwalificatie WK 2014                       |                                            |                                            |
| 20.                                        | 15 oktober 2013                            | Ierland – Kazachstan                       | 3 – 1                                      | Kwalificatie WK 2014                       |                                            |                                            |
| 21.                                        | 15 november 2013                           | Ierland – Letland                          | 3 – 0                                      | Vriendschappelijk                          |                                            |                                            |
| 22.                                        | 19 november 2013                           | Polen – Ierland                            | 0 – 0                                      | Vriendschappelijk                          |                                            |                                            |
| 23.                                        | 5 maart 2014                               | Ierland – Servië                           | 1 – 2                                      | Vriendschappelijk                          |                                            |                                            |
| 24.                                        | 7 september 2014                           | Georgië – Ierland                          | 1 – 2                                      | Kwalificatie EK 2016                       |                                            |                                            |
| 25.                                        | 29 maart 2015                              | Ierland – Polen                            | 1 – 1                                      | Kwalificatie EK 2016                       |                                            |                                            |
| 26.                                        | 7 juni 2015                                | Ierland – Engeland                         | 0 – 0                                      | Vriendschappelijk                          |                                            |                                            |
| 27.                                        | 13 juni 2015                               | Ierland – Schotland                        | 1 – 1                                      | Kwalificatie EK 2016                       |                                            |                                            |
| 28.                                        | 4 september 2015                           | Gibraltar – Ierland                        | 0 – 4                                      | Kwalificatie EK 2016                       |                                            |                                            |
| 29.                                        | 7 september 2015                           | Ierland – Georgië                          | 1 – 0                                      | Kwalificatie EK 2016                       |                                            |                                            |
| 30.                                        | 8 oktober 2015                             | Ierland – Duitsland                        | 1 – 0                                      | Kwalificatie EK 2016                       |                                            |                                            |
| 31.                                        | 11 oktober 2015                            | Polen – Ierland                            | 2 – 1                                      | Kwalificatie EK 2016                       |                                            |                                            |
| 32.                                        | 13 november 2015                           | Bosnië en Herzegovina – Ierland            | 1 – 1                                      | Kwalificatie EK 2016                       |                                            |                                            |
| 33.                                        | 16 november 2015                           | Ierland – Bosnië en Herzegovina            | 2 – 0                                      | Kwalificatie EK 2016                       |                                            |                                            |
| 34.                                        | 25 maart 2016                              | Ierland – Zwitserland                      | 1 – 0                                      | Vriendschappelijk                          |                                            |                                            |
| 35.                                        | 29 maart 2016                              | Ierland – Slowakije                        | 2 – 2                                      | Vriendschappelijk                          |                                            |                                            |
| 36.                                        | 13 juni 2016                               | Ierland – Zweden                           | 1 – 1                                      | EK 2016                                    |                                            |                                            |
| 37.                                        | 18 juni 2016                               | België – Ierland                           | 3 – 0                                      | EK 2016                                    |                                            |                                            |
| 38.                                        | 22 juni 2016                               | Italië – Ierland                           | 0 – 1                                      | EK 2016                                    |                                            |                                            |
| 39.                                        | 26 juni 2016                               | Frankrijk – Ierland                        | 2 – 1                                      | EK 2016                                    |                                            |                                            |

## Erelijst
| Competitie                       |                     |                     |                     |                     |
| Competitie                       | Aantal              | Jaren               |                     |                     |
| Hamilton Academical              | Hamilton Academical | Hamilton Academical | Hamilton Academical | Hamilton Academical |
| -------------------------------- | ------------------- | ------------------- | ------------------- | ------------------- |
| Kampioen Scottish First Division | 1x                  | 2007/08             |                     |                     |
| Wigan Athletic                   |                     |                     |                     |                     |
| FA Cup                           | 1x                  | 2012/13             |                     |                     |

1 Henderson ·
2 Ward  ·
3 Mitchell ·
4 Holding ·
5 Lacroix ·
6 Guéhi ·
7 Sarr ·
8 Lerma ·
9 Nketiah ·
10 Eze ·
11 França ·
12 Muñoz ·
14 Mateta ·
15 Schlupp ·
16 Andersen ·
17 Clyne ·
18 Kamada ·
19 Hughes ·
20 Wharton ·
26 Richards ·
28 Doucouré ·
30 Turner ·
31 Matthews ·
34 Riad ·
Chalobah ·
Moulden ·
Coach: Glasner
1 Westwood ·
2 Coleman ·
3 Clark ·
4 O'Shea ·
5 Keogh ·
6 Whelan ·
7 McGeady ·
8 McCarthy ·
9 Long ·
10 Keane ·
11 McClean ·
12 Duffy ·
13 Hendrick ·
14 Walters ·
15 Christie ·
16 Given ·
17 Ward ·
18 Meyler ·
19 Brady ·
20 Hoolahan ·
21 Murphy ·
22 Quinn ·
23 Randolph ·
Coach: O'Neill